# Ivan Bușko
Ivan Ivanovici Bușko (n. 10 martie 1969, Vînohradiv, RSS Ucraineană, URSS) este un politician ucrainean, deputat popular a Ucrainei din convocarea a VII-a din partea Partidului Regiunilor. Președintele clubului de fotbal «Sevliuș» or. Vînohradiv, președintele Consiliului președinților cluburilor de fotbal din Transcarpatia.

## Educația
2005 р. — Universitatea de stat Transcarpatică. Specialitatea — «contabilitate și audit»

## Cariera
1986 р. muncitor la brigada de viticultori, șofer a parcului auto a fermei de stat «8 Martie» Regiunii Transcarpatice în orașul Vînohradiv, unde a lucrat până în luna mai 1987 Din З mai 1987 până în iunie 1989 și-a satisfăcut serviciul militar în rândurile Armatei Sovietice în or. Sambir regiunii Lviv.
După demobilizare îndealungul a doi ani, din anul 1989 până în anul 1991 a lucrat la uzina «Electron» din Vînohradiv. După doi ani de șomaj temporar, din anul 1993 până în anul 1994, a ocupat postul de expert în produse la intreprinderea pe acțiuni industrial-comercială «Transcarpatia». Din anul 1994 – a ocupat postul de director adjunct a intreprinderii. Aici a lucrat timp de trei ani. Următorii treisprezece ani – ca antreprenor privat.
În luna aprilie a anului 2010 a dvenit primul locțiitor a președintelui Administrației de stat Transcarpatia, coordonând problemele de construcții capitale, direcția averilor și privatizării, politicii industriale și a dezvoltării infrastructurei, a dezvoltării regionale, construcțiilor urbane și arhitecturii, energeticii, transportului și comunicațiilor, situațiilor de urgență, și consilierul președintelui ASR.
Membru a Partidului Regiunilor.A fost ales ca deputat a Consiliului orășenesc Vînohradiv la convocarea a treia și deputat a Consiliului regional Transcarpatia la convocarea a patra, a cincea și cea de a șasea. În consiliul regional la convocarea a cincea a condus fracțiunea Partidului regiunilor.
Ivan Bușko a participat la alegerile la Consiliul Suprem a Ucrainei în luna octombrie a anului 2012 ca și candidat de la Partidul regiunilor în cadrul circumscripției electorale unimandatare majoritare № 73 și a obținut victoria. În legătură cu trecerea la activitatea în parlament și-a întrerupt activitatea de prim locțiitor a președintelui ASR. La data de 12 decembrie 2012 a obținut mandatul de deputat popular a Ucrainei. Membru a comitetului în problemele familiei, politicii tineretului, sportului și a turismului. Șeful subcomitetului în problemele dezvoltării turismului, stațiunilor și a activității de recreație a Comitetului Consiliului Suprem a Ucrainei în problemele familiei, politicii tineretului, sportului și a turismului.. Șeful grupului parlamentar sectar «Transcarpatia».

## Activitatea civică
Ivan Bușko susține în mod activ efectuarea reformelor radicale în sferele economică și cea socială, exterminarea corupției în organele de conducere și în cadrul organelor de ordine. Susține sub diferite forme procesele de integrare europeană în Ucraina. Este susținătorul apolitic a ruteniatului. La data de 13 iulie 2013 a participat la lucrările celui de al XII-lea Congres mondial a rutenilor în Ujhorod, unde a declarat că este dispus să ridice personal, în cadrul Consiliului Suprem a Ucrainei, problema de recunoaștere a rutenilor ca naționalitate. [Sursa: http://goloskarpat.info/blog/suspilstvo/30050.html Arhivat în 19 iulie 2013, la Wayback Machine.]

## Familia
Căsătorit, educă doi copii  — o fiică și un fiu

## Mențiuni
1. ↑   http://w1.c1.rada.gov.ua/pls/radac_gs09/d_index_arh?skl=7 Lipsește sau este vid: |title= (ajutor)
2. ↑  Referință: Bușko Ivan Ivanovici
3. ↑  „Pagina deputatului pe site-ul oficial a Consiliului Suprem a Ucrainei”. Arhivat din original la 29 septembrie 2013. Accesat în 25 septembrie 2013.